# آلبرت سی. گرین
آلبرت سی. گرین (به انگلیسی: Albert Collins Greene) سناتور سابق عضو حزب ویگ بود. وی در سال ۱۸۴۵ تا ۱۸۵۱ میلادی سناتور ایالت رود آیلند در سنای ایالات متحده آمریکا بود.